# (4221) Picasso
(4221) Picasso est un astéroïde de la ceinture principale.

## Description
(4221) Picasso est un astéroïde de la ceinture principale. Il fut découvert le 13 mars 1988 à l'Observatoire Palomar par Jeff Alu. Il présente une orbite caractérisée par un demi-grand axe de 2,62 UA, une excentricité de 0,13 et une inclinaison de 17,2° par rapport à l'écliptique.

## Nom
Il a été nommé en l'honneur de Pablo Picasso (1881-1973), l'artiste le plus prolifique de tous les temps. Sa carrière s'étend sur tout le parcours de l'art moderne. La créativité de Picasso dans la peinture, le dessin, la sculpture, le graphisme et la céramique est remplie de pouvoirs inventifs, d'impulsions incontrôlées, d'ambition illimitée et d'un effort continu pour une découverte sans fin. Le nom de cet astéroïde fut approuvé par Eleanor Francis Helin.